# Neornithischia
Clade
Taxons de rang inférieur
- †Agilisaurus
- †Hexinlusaurus
- †Isaberrysaura?
- †Kulindadromeus
- †Lesothosaurus?
- †Nanosaurus
- †Phyllodon
- †Sanxiasaurus
- †Xiaosaurus
- †Jeholosauridae
- †Parksosauridae
- †Clypeodonta
  - †Hypsilophodon
  - †Cerapoda

Les Neornithischia constituent un clade éteint de l'ordre également éteint des Ornithischia. Ils sont le groupe-frère des Thyreophora au sein du clade des Genasauria. Le groupe des néornithischiens se caractérise par une couche d'émail asymétrique, plus épaisse à l'intérieur de leurs dents inférieures. Les dents s'usaient de manière inégalement durant la mastication, développant des arêtes vives qui permettaient aux néornithischiens de broyer la nourriture végétale trop dure pour les autres dinosaures. Les Néornithischiens incluent différentes formes basales historiquement connues comme « hypsilophodontes », y compris les Parksosauridae ; en outre, il existe des formes dérivées classées dans les groupes des Marginocephalia et des Ornithopoda. Le premier comprend les clades Pachycephalosauria et Ceratopsia, tandis que le dernier comprend généralement Hypsilophodon et les Iguanodontia plus dérivés.

## Classification
Neornithischia a été nommé pour la première fois par Cooper en 1985 et défini comme « tous les génasauriens plus étroitement liés à Parasaurolophus walkeri Parks, 1922, qu'à Ankylosaurus magniventris Brown, 1908 ou Stegosaurus stenops Marsh, 1877a ».
Une étude réalisée en 2017 par Matthew G.Baron, David B.Norman et Paul M. Barrett a révélé que le taxon du Jurassique précoce Lesothosaurus diagnosticus d'Afrique australe était le membre le plus basal connu du Neornithischia - une position précédemment occupée par Stormbergia dangershoeki (un taxon considéré par les auteurs comme pouvant être une forme adulte de Lesothosaurus et donc un synonyme subjectif junior). Cependant, Baron et al. continuent à déclarer que ce résultat n'est que mal soutenu et que de futures études seront nécessaires afin de mieux résoudre la base de l'arbre ornithischien.
Le cladogramme ci-dessous fait suite à une analyse de Clint A. Boyd publiée en 2015 sur les relations des néornithischiens :
- Ornithischia
  - Pisanosaurus mertii
  - 
    - Heterodontosauridae
    - Genasauria
      - Thyreophora
      - Neornithischia
        - Stormbergia dangershoeki
        - 
          - Agilisaurus louderbacki
          - 
            - Hexinlusaurus multidens
            - Yandusaurus hongheensis
            - Leaellynasaura amicagraphica
            - 
              - Jeholosauridae
                - Yueosaurus tiantaiensis
                - Jeholosaurus shangyuanensis

              - 
                - Othnielosaurus consors
                - 
                  - Cerapoda
                    - Marginocephalia
                    - Ornithopoda

                  - Parksosauridae
                    - Orodrominae
                      - 
                        - Oryctodromeus cubicularis
                        - Koreanosaurus boseongensis

                      - 
                        - Zephyrosaurus schaffi
                        - 
                          - Kaiparowits ornithopod
                          - Orodromeus makelai

                    - Thescelosaurinae
                      - 
                        - Changchunsaurus parvus
                        - Haya griva

                      - 
                        - Parksosaurus warreni
                        - 
                          - 
                            - Thescelosaurus neglectus
                            - Thescelosaurus assiniboiensis
                            - Thescelosaurus garbanii

                          - Elasmaria
                            - Macrogryphosaurus gondwanicus
                            - Notohypsilophodon comodorensis
                            - Talenkauen santacrucensis

## Publication originale
- (en) Michael R. Cooper, « A revision of the ornithischian dinosaur Kangnasaurus coetzeei Haughton, with a classification of the Ornithischia », Annals of the South African Museum, Le Cap, Inconnu, vol. 95,‎ 1985, p. 281-317 (ISSN 0303-2515, OCLC 1647291, lire en ligne).